# فانی روت رابینسون

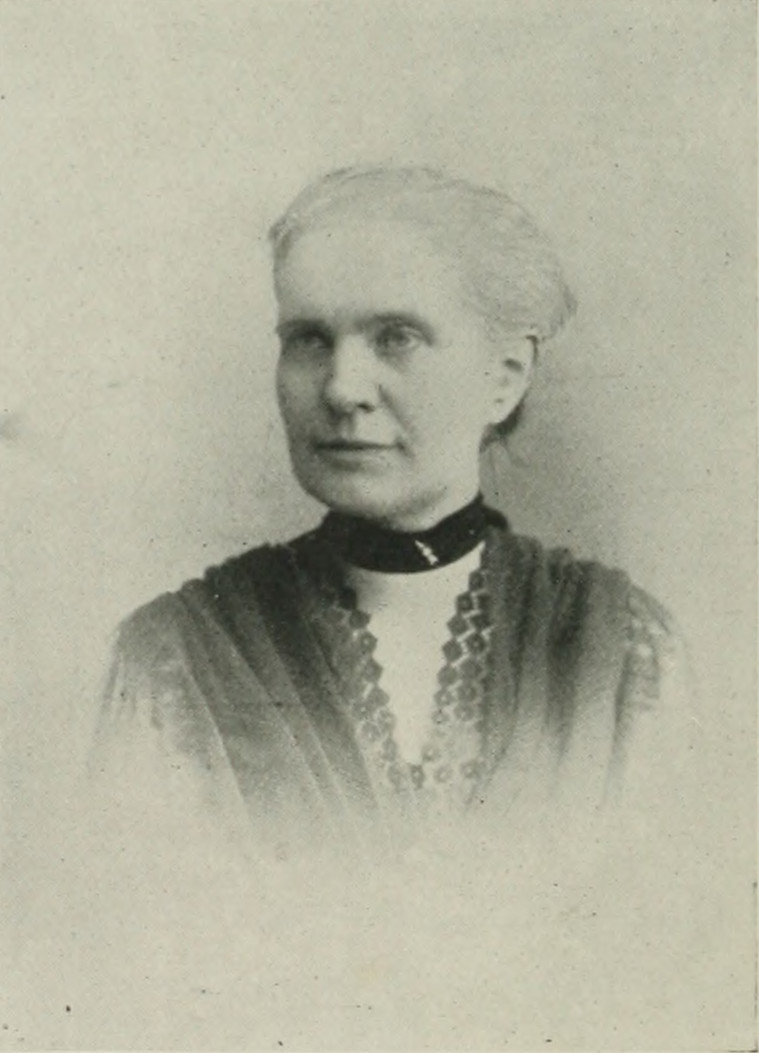
فانی روت رابینسون، زنی در قرن

فانی روت رابینسون (به انگلیسی: FANNII RUTH ROBINSON؛ زادهٔ ۳ سپتامبر ۱۸۴۷) نویسنده و مربی آمریکایی بود.

## اوایل زندگی
فانی روت رابینسون در ۳۰ سپتامبر ۱۸۴۷ در کاربوندیل، پنسیلوانیا به دنیا آمد.
در سال ۱۸۵۹ پدر و مادر وی اقامت خود را در آلبانی، نیویورک گرفتند و در آنجا سالهای طولانی زندگی کردند. وی در هفده سالگی سن از آکادمی زن آلبانی فارغ‌التحصیل شد و بعداً مدرک AM را از کالج راتگرز، نیویورک دریافت کرد.